# Katrien Maenhout
Katrien Maenhout (Brugge, 8 februari 1969) is een voormalige Belgische atlete, die gespecialiseerd was in de sprint. Zij veroverde outdoor op twee verschillende onderdelen acht Belgische titels.

## Biografie
Katrien Maenhout is de tweelingzus van Ann Maenhout en heeft een relatie gehad met  Huub Grossard. Ze was vooral gespecialiseerd in de 400 m, waarop ze tussen 1990 en 1998 in totaal zeven Belgische titels veroverde. In 1991 veroverde ze ook de titel op de 100 m.
In 1998 nam ze op de 800 m deel aan de Europese indoorkampioenschappen in Valencia.

### Clubs
Maenhout begon haar carrière bij Rebels Atletiekclub Oostende (RACO) en stapte daarna over naar Brussels Track Club (BTC). Ze sloot haar carrière af bij AS Rieme.

## Belgische kampioenschappen
Outdoor
| Onderdeel | Jaar                                      |
| --------- | ----------------------------------------- |
| 100 m     | 1991                                      |
| 400 m     | 1990, 1991, 1993, 1994, 1995, 1997 , 1998 |

Indoor
| Onderdeel | Jaar                   |
| --------- | ---------------------- |
| 400 m     | 1990, 1991, 1997, 1998 |

## Persoonlijke records
Outdoor
| Onderdeel | Prestatie | Datum            | Plaats  |
| --------- | --------- | ---------------- | ------- |
| 400 m     | 53,01 s   | 1991             |         |
| 800 m     | 2.01,58   | 22 augustus 1997 | Brussel |

Indoor
| Onderdeel | Prestatie | Datum           | Plaats |
| --------- | --------- | --------------- | ------ |
| 400 m     | 54,31 s   | 1998            |        |
| 800 m     | 2.03,31   | 8 februari 1998 | Gent   |

## Palmares

### 100 m
- 1991:  BK AC – 12,00 s

### 400 m
- 1990:  BK AC indoor – 55,02 s
- 1990:  BK AC – 54,04 s
- 1991:  BK AC indoor – 55,30 s
- 1991:  BK AC – 53,58 s
- 1992:  BK AC indoor – 55,10 s
- 1993:  BK AC – 54,36 s
- 1994:  BK AC – 55,21 s
- 1995:  BK AC – 54,00 s
- 1997:  BK AC indoor – 55,07 s
- 1997:  BK AC – 53,32 s
- 1998:  BK AC indoor – 55,13 s
- 1998:  BK AC – 53,26 s

### 800 m
- 1996:  BK AC indoor – 2.06,37
- 1998: 6e ½ fin. EK indoor in Valencia – 2:04.83